# Matteo Fantasia
Matteo Fantasia (Conversano, 13 luglio 1916 – Conversano, 15 ottobre 1994) è stato un politico e scrittore italiano.

## Biografia
Nato a Conversano da una famiglia di umili e povere origini, è avviato agli studi nel locale Liceo Ginnasio "D. Morea" grazie all'interessamento di un docente. Nel 1940 si laurea in lettere all'Università di Napoli. Nel 1941 è chiamato alle armi. Nel 1942 sempre a Napoli consegue la laurea in filosofia. Milita nella FUCI, e nasce una amicizia personale e politica con Aldo Moro.
Nel 1943 in aprile sposa Grazia D'Accolti. Nasceranno tre figlie ed un figlio maschio (Angelo): la primogenita Anna Maria sposerà l'ing. Luca Montrone. Le figlie minori sono Marisa e Carmela.
Nel luglio dello stesso anno 1943 parte per il fronte greco e, con l'armistizio dell'8 settembre, viene internato come prigioniero in Germania nel lager di Wietzendorf, e tale esperienza sarà raccontata e pubblicata nei Racconti della prigionia.
Cessa la prigionia e ritorna a Conversano il 26 agosto 1945. Consegue la Laurea in Giurisprudenza presso l'Università degli studi di Bari. Si dedica alla scuola, come docente di lettere e storia nei Licei e Magistrali e poi come preside negli istituti superiori.
Nel 1994 la morte è avvenuta il 15 ottobre all'età di 78 anni. I figli del prof. Fantasia donano al Comune di Conversano il patrimonio libraio (tredicimila volami contenuti in 266 scatole di cartone), il 19 ottobre 2002, per farne un Centro Studi, con sede nel Monastero di San Benedetto. Si tratta di opere generali, letteratura latina e greca, letteratura italiana e straniera, storia e filosofia, diritto e scienze sociali, politica ed economia, Mezzogiorno, arte, storia del Risorgimento, opere locali e tutte le pubblicazioni dello stesso Matteo Fantasia.

## Attività politica
Nel 1946 inizia il suo impegno politico nella Democrazia Cristiana. Nel 1949 partecipa al Congresso nazionale del partito a Venezia, ove conosce Don Luigi Sturzo ed Alcide De Gasperi.
Nel 1952 è eletto per la prima volta consigliere provinciale di Bari. È eletto Presidente della Provincia il 7 novembre 1962.
Il 7 dicembre 1970 cessa di essere Presidente e consigliere dopo 18 anni di presenza nell'Amministrazione provinciale di Bari. È stato anche presidente dell'Unione Regionale delle province Pugliesi. In questi anni rende possibile il riconoscimento dell'Istituto oncologico di Bari come centro di ricerca scientifico specializzato, unico del sud oltre a quello di Napoli. Con la nascente Regione Puglia, prosegue la carriera politica nel Consiglio Regionale, come consigliere e Assessore alla Sanità.
Nel 1980 cessa di essere consigliere: è segnato dalla morte di Aldo Moro, e lascia l'attività politica per dedicarsi agli impegni culturali.

## Attività culturale
Nel febbraio 1964 il Ministero della Pubblica Istruzione nomina Commissario della Società di Storia Patria per la Puglia il prof. Francesco Maria de Robertis, che poi nel 1966 è eletto Presidente; nel consiglio direttivo entra il prof. Fantasia, sempre confermato consigliere finché resta in vita. Partecipa al convegno per la ricorrenza del XX anniversario del Congresso di Bari dei CLN, che si tiene a Bari l'8 aprile al Teatro Piccinni con Aldo Moro, Presidente del consiglio.
Attende a numerose pubblicazioni e fonda l'Associazione culturale "Luigi Sturzo", è presidente della "Società Dante Alighieri" e dell'"Istituto per la storia del Risorgimento italiano", fonda la rivista "Risorgimento e Mezzogiorno".
La produzione scritta per la Società di Storia Patria riguarda la pubblicistica meridionalista e sottolinea l'importanza del Sud nella prospettiva nel bacino del Mediterraneo. Tra le pubblicazioni, le monografie su: Massimo d'Azeglio, Papa Innocenzo XII, Gaetano Salvemini, Giuseppe Maria Mucedola, Giuseppe Massari, due volumi delle Relazioni alla Società Economica di Terra di Bari, gli appunti per una storia del movimento politico dei Cattolici a Conversano, Le storie parallele di Conversano e Nardò, Aldo Moro nei miei ricordi, I promessi sposi a Teatro, I Papi di Puglia, Vita Pugliese, Ricordi e racconti, La Pinacoteca del Castello di Conversano (Memoria storica).

## Premi e riconoscimenti
È stato insignito della medaglia d'oro per benemerenze nel campo della Cultura, Arte e Istruzione.
Il 4 luglio 2011 la Provincia di Bari festeggia 150 anni. Durante le celebrazioni la Sala Consiliare è intitolata a Matteo Fantasia con la posa di un busto in bronzo, realizzato dall'artista salentino Vito Russo.